# Richland, Pennsylvania
Richland là một thị trấn thuộc quận Lebanon, tiểu bang Pennsylvania, Hoa Kỳ. Năm 2010, dân số của thị trấn này là 1519 người.